# Etnie degli Stati Uniti d'America
Gli Stati Uniti d'America hanno una popolazione formata da diverse etnie. Il Censimento degli Stati Uniti riconosce sei categorie etniche:  americani bianchi, afroamericani, nativi americani, americani asiatici, nativi hawaiiani, americani di due o più etnie.
Lo United States Census Bureau classifica anche gli americani come "ispanici o latino-americani", identificando con ciò una etnicità che forma il maggiore gruppo minoritario degli Stati Uniti.
La Corte Suprema degli Stati Uniti sostiene che il termine race si estende a tutte le etnie, e quindi può includere per esempio ebrei, arabi, polacchi, francesi, irlandesi, ecc. Infatti, il Censimento del 2000 comprendeva una domanda sull'origine etnica del cittadino americano o della sua famiglia di origine (Ancestry Question) e tale domanda sarà ripresentata nel censimento del 2020.
Nel luglio 2016 gli americani bianchi costituivano la maggioranza, mentre gli ispanici e latino-americani erano il 17,8% della popolazione totale, formando così la più grande minoranza etnica, al cui interno i colombiano-americani sono il gruppo più consistente. Gli afroamericani erano il 12,7% della popolazione. Secondo un censimento del 2020 i nativi americani erano il 2,9% della popolazione. La popolazione bianca, escludendo gli ispanici e latino-americani di carnagione  bianca, costituiva il 70,4% della popolazione totale.

## Provenienza etnica
Secondo le stime dell'American Community Survey (organismo facente capo allo “United States Census Bureau”) del 2022, i maggiori gruppi di provenienza etnica erano i seguenti:
| #  | Provenienza etnica | Popolazione | %     |
| -- | ------------------ | ----------- | ----- |
| 1  | africana           | 46.936.733  | 14,1% |
| 2  | inglese            | 46.550.968  | 14,0% |
| 3  | tedesca            | 44.978.546  | 13,6% |
| 4  | irlandese          | 38.597.428  | 11,9% |
| 5  | messicana          | 37.414.772  | 11,2% |
| 6  | americana (1)      | 19.364.103  | 5,9%  |
| 7  | italiana           | 17.767.630  | 5,4%  |
| 8  | scozzese           | 8.422.613   | 3,6%  |
| 9  | amerindia          | 9.666.058   | 2,9%  |
| 10 | polacca            | 8.810.275   | 2,7%  |
| 11 | francese           | 6.464.646   | 1,9%  |
| 12 | portoricana        | 5.905.178   | 1,8%  |
| 13 | cinese             | 5.465.428   | 1,6%  |
| 14 | indiana            | 4.946.306   | 1,5%  |
| 15 | filippina          | 4.466.918   | 1,3%  |
| 16 | svedese            | 3.936.772   | 1,2%  |
| 17 | norvegese          | 3.317.462   | 1,0%  |
| 18 | olandese           | 3.019.465   | 0,9%  |
| 19 | scozzese-irlandese | 2.524.746   | 0,8%  |
| 20 | salvadoregna       | 2.480.509   | 0,7%  |
| 21 | cubana             | 2.435.573   | 0,7%  |
| 22 | dominicana         | 2.396.784   | 0,7%  |
| 23 | araba              | 2.237.982   | 0,7%  |
| 24 | russa              | 2.099.079   | 0,6%  |
| 25 | coreana            | 2.051.572   | 0,6%  |
| 26 | giapponese         | 1.587.040   | 0,5%  |
| 27 | colombiana         | 1.451.271   | 0,4%  |
| 28 | giamaicana         | 1.234.366   | 0,4%  |
| 29 | haitiana           | 1.138.855   | 0,3%  |
| 30 | ecuadoriana        | 870.965     | 0,3%  |

Nota (1): la provenienza etnica "americana" (American Ancestry) si riferisce a cittadini statunitensi che identificano la loro provenienza etnica come semplicemente americana piuttosto che relativa ad altri gruppi etnici ufficialmente riconosciuti. La maggioranza di essi sono americani bianchi, che tuttavia non si identificano con alcuno dei vari gruppi etnici per varie ragioni, tra cui la grande distanza generazionale che li separa dall'etnia originale. Molto spesso i suddetti cittadini americani, se le loro origini sono esaminate a fondo, provengono proprio dalle stesse isole britanniche.